# 坝陵桥街道
坝陵桥街道，是中华人民共和国山西省太原市杏花岭区下辖的一个乡镇级行政单位。

## 行政区划
坝陵桥街道下辖以下地区：
新民北街社区、教场巷社区、小东门社区、新开巷社区、坝陵南街社区、五一路北社区、坝陵北街社区和绿苑社区。